# ファイアーエムブレム外伝 (佐野真砂輝&わたなべ京の漫画)
『ファイアーエムブレム外伝』（ファイアーエムブレムがいでん）は、佐野真砂輝&わたなべ京による日本の漫画作品。
この項目では、元になったゲームシリーズ『ファイアーエムブレム』を『FE』。元になったゲームを『外伝』。同筆者の漫画『ファイアーエムブレム』を『FE漫画』。同筆者の漫画『ファイアーエムブレム外伝』を『外伝漫画』と記述する。

## 概要
任天堂から発売されたゲームソフトの『ファイアーエムブレム外伝』の漫画化作品で、『外伝』の第1章ソフィア城奪還からエンディングまでを描いている。但し、単行本の後書きには、筆者が『外伝』の第1章までしか遊んでいない為、オリジナル要素もある。
1992年『増刊『ASUKA』ファンタジーDX』新春号から連載を開始し、1997年『ファンタジーDX』7月号で終了した『FE漫画』の間に、前後編で執筆。『外伝』のコミカライズ作品では唯一単行本化をしている。それ以外の『外伝』のコミカライズ作品は、箱田真紀の『ファイアーエムブレム外伝』と、東洋子の『ファイアーエムブレム外伝』（スーパーファミコンセレクション掲載）である。（どちらも未単行本化）
同筆者の『FE漫画』、第4巻「イラスト・ギャラリー」では、単行本には無い「アルムと『外伝』ゲームパッケージイラストの背景にいる仮面の男」のイラストが掲載されている。

## ストーリー
「外伝」のストーリーを参照。

## 各話あらすじ

### 前編
アルム（1）
『外伝』の第1章「ソフィアへ!」の「ソフィアの門」マップ撃破後に準じたストーリー。
アルムと少女（1）
『外伝』の第2章「セリカの旅立ち」のソフィア城に到達時に準じたストーリー前編。
アルムと少女（2）
『外伝』の第2章「セリカの旅立ち」のソフィア城に到達時に準じたストーリー後編。
アルム（2）
『外伝』の第3章「解放戦争」に準じたストーリー。ドゼーの砦まで描かれている。
セリカ（1）
『外伝』の第3章「解放戦争」に準じたストーリー。砂漠の北、砂漠の南、ギースの砦まで描かれている。
セリカ（2）
『外伝』の第3章「解放戦争」に準じたストーリー。ミラ神殿、水門、ミラ神殿の水門とまで描かれている。

### 後編
アルム（3）
『外伝』の第4章「悲しみの大地」に準じたストーリー。ジークを仲間にした後のリゲルの村まで描かれている。
セリカ（3）
『外伝』の第4章「悲しみの大地」に準じたストーリー。賢者の里、ドーマの塔最上階まで描かれている。
アルム（4）
『外伝』の第4章「悲しみの大地」に準じたストーリー。リゲル城まで描かれている。
アルムとセリカ（2）
『外伝』の第4章「悲しみの大地」と第5章「再会そして…」に準じたストーリー。ドーマの塔最上階、ドーマの祭壇まで描かれている。
後書き
アルム、セリカ、ディーン、ソニア、ジークの紹介。『FE漫画』のマルス、シーダ、マリク、オグマ、ナバール、メディウスのイラスト込みの宣伝が描かれている。

## 登場人物
作品は『外伝』に準じている。登場人物は、作品中、名前が記述されているキャラクターのみとする。

### アルム軍
アルム
ラムの村の少年戦士。運命の子の1人。マイセン卿の孫でもあり「ソフィアの騎士」と言う異名もある。登場時から解放軍の英雄として登場する。この作品では『外伝』で明かされる、アルムの本名の記載が全く無い。
一人称は終始「俺」とゲームとは異なっている。細かい事に拘らない熱血漢であり、身体能力は皇帝・ルドルフから「慣れない城内を馬を見失わない程速い」と言われるほど高い。解放軍の同士・マチルダが処刑されるの相談時に「1人の女性の命を救えない」「命の取引を長く見れない」、ドゼーを合図で処刑後に「誰かを助ける為に、誰かを殺さないといけないのか」と人の命の価値についての言葉が多い。
「神よりも人」を重視する為に、神官戦士であるセリカと対面時に対立してしまう。
『外伝』のゲーム画面とイメージイラストの髪型と色が異なる為、この作品でのアルムの髪型は、『ファイアーエムブレム 蒼炎の軌跡』のアイクに近いラフな感じの緑髪にアレンジをされている。
この作品でのアルムの持つ、ファルシオンは『暗黒竜』『紋章の謎』に準じた『FE漫画』でのマルスの持つ「二つ角形状の剣」のファルシオンや『外伝』のパッケージイラストの「扇形状の剣」とは全く異なっている。更に「ファルシオン」自体の名称も作品中一切記載されていない。戦うスタイルは剣のみで、『外伝』の勇者になった時に使用できる弓は描かれていない。
グレイ
ラムの村の少年村人。解放軍に参加する。
ロビン
ラムの村の少年村人。解放軍に参加する。
クリフ
ラムの村の少年村人。解放軍に参加する。明るい性格。この作品では曾婆さんが魔法が使える設定になっていて、『外伝』で、ある条件を満たした時と同様に魔法に長けたキャラクターになっている。この作品では、処刑される解放軍の同士・マチルダを救出直後、背後からドゼーの槍で刺され、その後に雷撃の呪文で反撃をした後に死亡する。
シルク
ミラ教のシスター。正義感が強い。伝承にも詳しく、師から水門の開け方についてアルムに教えたり、バレンシアの空を見て未来を予見出来るほど博識である。セリカが大賢者・ハルクに「アルムに力を貸して欲しい」と頼んだ直後、聖なる力がアルムに宿った力を見抜ける能力もある。
クレーベ
解放軍のリーダー。勇者・クレーベと言う異名を持つ。解放軍の同士・マチルダの婚約者。マチルダの処刑に対して犠牲はあっても良いと言うが、アルムに説得される。
クレア
クレーベの妹。天馬騎士。
マチルダ
解放軍の同士。クレーベの婚約者。解放軍の見せしめに処刑をされる。『外伝』ではゲームの仕様上、牢屋の中にいて武器を持ちながら馬に乗って処刑をされるが、この作品では場面が城外であり、武器を持たず丸腰で処刑をされている。
ジーク
元リゲルの騎馬隊の将軍。アルムからは「ジーク総大将」と呼ばれている。左目上に傷があり、記憶を無くして流れ着いた長髪の男性。皇帝・ルドルフに見出されて騎士となったが、ルドルフが酷く変化した事により騎馬隊込みでアルム軍に加入する。一人称は「俺」。一人称が「私」の『外伝』とは異なっている。
マイセン
アルムとセリカの祖父。老騎士・マイセンの異名を持つ。マイセン興と呼ばれる事も多い。『外伝』では「アルム（1）」「アルムと少女（1）」のアルムとセリカの出会う前に登場するが、この作品ではセリカの回想シーンからの登場である。本人の正規登場は、中盤にとある人物の会話からである。ストーリー終盤にアルムとの対面時に、アルム、セリカ、ルドルフに関しての重要な話をする。
他にも登場回数と台詞が多いのに名前が記載されていない解放軍の男性キャラクターがいる。

### セリカ軍
セリカ
ミラ教・赤毛の神官戦士。運命の子のもう1人。大地母神・ミラを救うために旅立つ。真の正体はソフィア王国の王女・アンテーゼ。ノーマ寺院にセリカを預ける時にマイセン卿から真実を知らされる。
「人より神」を重視する為に考え方の相違でアルムと対立して喧嘩別れをするが、傭兵・セーバーからアルムの事でからかわれただけですねたり、皇帝・ルドルフがドーマ神と一体になったと聞かされた後、大賢者・ハルクから「力になることは無いか?」と尋ねた時に、これからルドルフと戦うアルムに力を与えて欲しいと真っ先に願う、健気な所もある。
魔剣士・ディーン、魔女・ソニアとの戦闘中、2人の目を見て魔剣士、魔女とは思えられないと思うほど人の本質を見抜く能力がある。
作品中水門の開け方は『外伝』では、セリカの正体を知る人物からある証をセリカが貰って、身に着けてから水門の管理人に見せると解除するが、この作品では、セリカの正体を知る人物から、魔力のような証を貰ってからその力で解除している設定に変更されている。
戦うスタイルは『外伝』では剣と魔法であるが、この作品においては魔法で戦う。
メイ
ミラ教の魔道士。『外伝』と比べて髪が長く描かれている。
ジェニー
ミラ教のシスター。『外伝』と比べて髪が長く描かれている。この国の魔女について詳しい。
セーバー
セリカに雇われた隻眼の傭兵。
アトラス
『外伝』同様のセリカ軍、唯一の村人。
パオラ
天馬騎士。偵察の役割をはたす。短い登場なので出身地の事については全く記載されていない。『FE漫画』の同キャラクターとは髪の形が全く異なっている（『FE漫画』では『暗黒竜』に近く、この作品では『紋章の謎』に近い）。他の姉妹については作品中全く登場していない。
ソニア
魔女。元はミラ教のシスターであったが、父親のある、ジュダから呪いで魔女にされる。首領・ギースの命令でディーンと対立しながらセリカ達を襲う。しかしセリカ、ディーン込みで抹殺しようとしたギースからの攻撃を逃れた後に、セリカ軍に加入する。
上に姉が2人おり、『外伝』ではある条件を満たすと生存していた事が解るが、この作品では呪いをかけられた後に耐え切れず死亡している。
他にも「魔道士」と呼ばれているだけの男性キャラクターがいる。

### その他
ドゼー
『外伝』にも登場するボス。リゲルに寝帰りソフィア王家を滅ぼした非道な人物。シルクからは「奸相」マイセンからは「売国奴」と言われるほど。『外伝』では守備力、魔法防御がかなり上がる「竜の盾」を装備しているが、この作品では「ドーマの加護を持つ鎧」と言う設定になっている。
本人の登場は、同士・マチルダの処刑時。マチルダを救出したクリフを後ろから槍で殺害し、その直後、クリフの雷撃の呪文で返り討ちにあうも、加護を持つ鎧の効果で無傷で終わる。しかし、アルムからの攻撃で鎧の加護が効かず左目に重症を負って捕らえられる。最後に解放軍に囲まれて「ルドルフに操られていた」と庇護を求むが、アルムからの号令で、解放軍全員の武器で死亡する。
ルドルフ
『外伝』同様のリゲルの皇帝。マイセンとはかなりの知り合いであり、『外伝』同様に重要な事を託している。『外伝』ではアルムからの攻撃に対して、全く攻撃をして来ないが、この作品では馬に乗りながら移動してアルムに挑む。『外伝』では髭があったが、この作品では髭が無いアレンジをされている。
ディーン
『外伝』同様の剣士。深い碧い目が特徴。首領・ギースの命令でソニアと対立しながらセリカ達を襲う。しかしセリカ、ディーン込みで抹殺しようとしたギースの攻撃にあった後、ソニアを庇って死亡する。
死亡前、ソニアに好意を持っている言葉を言っており、セリカにギースの後ろに、リゲルの皇帝・ルドルフとドーマ神に関連した重要な話をしている。
ギース
『外伝』同様の砦のボス。人とは思えない力を備えており、セリカ、ソニア、ディーン込みで抹殺しようとしたが、セリカとソニアの攻撃で倒されてしまう。『外伝』では「剣を扱う」魔戦士であるが、この作品では「魔法を扱う」と言う変更をされている。
語り部
セリカの正体を知る巫女。ソフィアの創始の頃からの記憶を持ち、王家の血を持つセリカを本能で見抜いている。更にセリカの出産にも立ち会っている人物でもある。ドーマ神殿で瀕死の重傷で倒れているところをセリカに助けられる。『外伝』では人物の設定がシスターで、セリカの母・リプリカとは知り合い。出会う場所がギースの砦と異なっている。『Echoes』ではイルマという名前が付いている。
ハルク
『外伝』同様の大賢者。「魔法の究極と森羅万象の真理を探る者」と言う異名を持つ。妖気に満ちた森を抑えている番人。ミラ神が消えた真相を語る。セリカから、ディーンから聞いたリゲルの皇帝・ルドルフとドーマ神の真相を聞かれるが、森を押さえていた為に確実な事は言っていない。更に『外伝』と同様、セリカの願いからアルムに重要な力を授ける。
ジュダ
『外伝』同様に登場する魔道士。ドーマの司祭でもありソニアの父でもある。妖気に満ちた森からセリカをさらったが、逆にセリカから戦闘を挑まれる。しかし後からやってきた「大地の象徴、神を鎮める剣」を持ったアルムに倒されてしまう。
ドーマ
力と勇気の邪神。『外伝』同様の大地母神・ミラの兄であり、ラストボスでもある。バレンシア大陸の伝承時に人型のシルエットで登場し、正規登場は『外伝』同様のラストバトル。化け物の姿で登場する。ストーリーの終盤に、アルムに「大地の象徴、神を鎮める剣」を託す時に人の姿でミラと登場する。
ミラ
実りと愛の大地母神。『外伝』同様の邪神・ドーマの妹。バレンシア大陸の伝承時にシルエットで登場し、正規登場後はストーリーの終盤にアルムに「大地の象徴、神を鎮める剣」を託す時にドーマと登場する。

## 書籍情報
- 1993年3月1日初版発行 ISBN 4-04-852393-7